# Ellengæst
Ellengæst – studyjny album grupy Crippled Black Phoenix.

## Lista utworów
1. "House Of Fools" – 7:52
2. "Lost" – 8:11
3. "In The Night" – 8:39
4. "Cry Of Love" – 5:46
5. "Everything I Say" (cover Vic Chesnutt) – 7:21
6. "(-)" – 1:51
7. "The Invisible Past" – 11:26
8. "She's In Parties" (cover Bauhaus) – 3:52

## Twórcy
- Justin Greaves – gitary, perkusja, sampler, gitara basowa, efekty, klawisze, elektroniczny smyczek, kompozycje, aranżacje, produkcja
- Rob Al-Issa – gitara basowa
- Andy Taylor – gitara
- Helen Stanley – pianino, syntezator, trąbka, organki
- Belinda Kordic – śpiew (1, 2, 3, 5, 8), słowa (2, 3)
- Vincent Cavanagh – śpiew (1, 2), słowa (1)
- Gaahl – śpiew (3)
- Ryan Patterson – śpiew i słowa (4)
- Suzie Stapleton – śpiew (4, 8)
- Ben Wilsker – perkusja
- Karl Daniel Lidén – efekty, miksowanie, produkcja, miksowanie
- Jonathan Hulten – śpiew i słowa (7)
- Erebus Art, Thanasis Stratidakis – oprawa graficzna
- Aon Brasi, Iver Sandøy, Pieter Rietkerk, Tomas Asklund – inżynieria
- Benedikt Demmer, Druckwelle Design – układ